# Campionato di Formula 4 degli Emirati Arabi Uniti 2021
Il Campionato di Formula 4 degli Emirati Arabi Uniti 2021 è una serie di corse automobilistiche per gli Emirati Arabi Uniti regolata secondo le normative FIA di Formula 4, e organizzata e promossa dalla Emirates Motorsport Organization (EMSO), precedentemente nota come Automobile & Touring Club degli Emirati Arabi Uniti (ATCUAE) e AUH Motorsports.
La stagione è iniziata il 13 gennaio all'Autodromo di Dubai e si concluderà il 13 febbraio nella stessa sede.

## Team e piloti
| Team                      | N. | Piloti                   | Gare  |
| ------------------------- | -- | ------------------------ | ----- |
| 3Y Technology             | 3  | Saud al Saud             | 1–3   |
| Xcel Motorsports          | 7  | Kirill Smal              | Tutti |
| Xcel Motorsports          | 8  | Matías Zagazeta          | 1–2   |
| Xcel Motorsports          | 13 | Pepe Martí               | Tutti |
| Xcel Motorsports          | 14 | Tasanapol Inthraphuvasak | Tutti |
| Xcel Motorsports          | 15 | Nikita Bedrin            | 1–3   |
| Xcel Motorsports          | 17 | Dilano van 't Hoff       | Tutti |
| Xcel Motorsports          | 23 | Alex Partyshev           | Tutti |
| Xcel Motorsports          | 24 | Jamie Day                | Tutti |
| Xcel Motorsports          | 75 | Noam Abramczyk           | 3-4   |
| BWT Mücke Motorsport      | 28 | Francesco Braschi        | 1, 3  |
| BWT Mücke Motorsport      | 69 | Vladislav Lomko          | 5     |
| BWT Mücke Motorsport      | 77 | Jonas Ried               | Tutti |
| Cram Durango              | 29 | Enzo Scionti             | Tutti |
| Cram Durango              | 34 | Enzo Trulli              | Tutti |
| Abu Dhabi Racing by Prema | 88 | Hamda Al Qubaisi         | Tutti |

## Calendario e risultati
| Gara | Gara | Circuito           | Data        | Vincitore          | Secondo            | Terzo            | Giro veloce        | Pole               |
| ---- | ---- | ------------------ | ----------- | ------------------ | ------------------ | ---------------- | ------------------ | ------------------ |
| 1    | R1   | Dubai Autodrome    | 14 gennaio  | Enzo Trulli        | Dilano van 't Hoff | Hamda Al Qubaisi | Enzo Trulli        | Dilano van 't Hoff |
| 1    | R2   | Dubai Autodrome    | 14 gennaio  | Dilano van 't Hoff | Francesco Braschi  | Kirill Smal      | Dilano van 't Hoff | Dilano van 't Hoff |
| 1    | R3   | Dubai Autodrome    | 15 gennaio  | Dilano van 't Hoff | Hamda Al Qubaisi   | Kirill Smal      | Dilano van 't Hoff | Dilano van 't Hoff |
| 1    | R4   | Dubai Autodrome    | 15 gennaio  | Kirill Smal        | Enzo Trulli        | Inthraphuvasek   | Dilano van 't Hoff |                    |
| 2    | R1   | Yas Marina Circuit | 22 gennaio  | Enzo Trulli        | Dilano van 't Hoff | Pepe Martì       | Dilano van 't Hoff | Dilano van 't Hoff |
| 2    | R2   | Yas Marina Circuit | 22 gennaio  | Dilano van 't Hoff | Enzo Trulli        | Hamda Al Qubaisi | Enzo Trulli        | Dilano van 't Hoff |
| 2    | R3   | Yas Marina Circuit | 23 gennaio  | Dilano van 't Hoff | Enzo Trulli        | Nikita Bedrin    | Dilano van 't Hoff | Dilano van 't Hoff |
| 2    | R4   | Yas Marina Circuit | 23 gennaio  | Hamda Al Qubaisi   | Kirill Smal        | Inthraphuvasek   | Kirill Smal        |                    |
| 3    | R1   | Dubai Autodrome    | 29 gennaio  | Dilano van 't Hoff | Enzo Trulli        | Kirill Smal      | Dilano van 't Hoff | Dilano van 't Hoff |
| 3    | R2   | Dubai Autodrome    | 30 gennaio  | Enzo Trulli        | Pepe Martì         | Kirill Smal      | Enzo Trulli        | Dilano van 't Hoff |
| 3    | R3   | Dubai Autodrome    | 30 gennaio  | Kirill Smal        | Enzo Trulli        | Dilano vant'Hoff | Hamda Al Qubaisi   | Dilano van 't Hoff |
| 3    | R4   | Dubai Autodrome    | 30 gennaio  | Kirill Smal        | Francesco Braschi  | Dilano vant'Hoff | Francesco Braschi  |                    |
| 4    | R1   | Yas Marina Circuit | 5 febbraio  | Enzo Trulli        | Kirill Smal        | Pepe Martì       | Enzo Trulli        | Dilano van 't Hoff |
| 4    | R2   | Yas Marina Circuit | 6 febbraio  | Pepe Martì         | Enzo Trulli        | Dilano vant'Hoff | Enzo Trulli        | Hamda Al Qubaisi   |
| 4    | R3   | Yas Marina Circuit | 6 febbraio  | Hamda Al Qubaisi   | Dilano vant'Hoff   | Enzo Trulli      | Dilano van 't Hoff | Dilano van 't Hoff |
| 4    | R4   | Yas Marina Circuit | 6 febbraio  | Jamie Day          | Inthraphuvasek     | Jonas Ried       | Kirill Smal        |                    |
| 5    | R1   | Dubai Autodrome    | 12 febbraio | Hamda Al Qubaisi   | Enzo Trulli        | Kirill Smal      | Hamda Al Qubaisi   | Vladislav Lomko    |
| 5    | R2   | Dubai Autodrome    | 12 febbraio | Vladislav Lomko    | Kirill Smal        | Jamie Day        | Dilano van 't Hoff | Dilano van 't Hoff |
| 5    | R3   | Dubai Autodrome    | 13 febbraio | Vladislav Lomko    | Dilano van 't Hoff | Hamda Al Qubaisi | Dilano van 't Hoff | Dilano van 't Hoff |
| 5    | R4   | Dubai Autodrome    | 13 febbraio | Kirill Smal        | Jonas Ried         | Enzo Trulli      | Dilano van 't Hoff |                    |

## Classifiche
| Posi<ione | 1° | 2° | 3° | 4° | 5° | 6° | 7° | 8° | 9° | 10° | GV |
| Punti     | 25 | 18 | 15 | 12 | 10 | 8  | 6  | 4  | 2  | 1   | 1  |

### Classifica Piloti
| Pos | Pilota                   | DUB1 | DUB1 | DUB1 | DUB1 | YMC1 | YMC1 | YMC1 | YMC1 | DUB2 | DUB2 | DUB2 | DUB2 | YMC2 | YMC2 | YMC2 | YMC2 | DUB3 | DUB3 | DUB3 | DUB3 | Punti |
| --- | ------------------------ | ---- | ---- | ---- | ---- | ---- | ---- | ---- | ---- | ---- | ---- | ---- | ---- | ---- | ---- | ---- | ---- | ---- | ---- | ---- | ---- | ----- |
| 1   | Enzo Trulli              | 1    | 6    | 8    | 2    | 1    | 2    | 2    | 4    | 2    | 1    | 2    | 4    | 1    | 2    | 3    | 5    | 2    | DNS  | 4    | 3    | 319   |
| 2   | Dilano van 't Hoff       | 2    | 1    | 1    | 4    | 2    | 1    | 1    | 5    | 1    | 5    | 3    | 3    | 4    | 3    | 2    | DSQ  | 8    | 7    | 2    | 4    | 318   |
| 3   | Kirill Smal              | 4    | 3    | 3    | 1    | 9    | 5    | Rit  | 2    | 3    | 3    | 1    | 1    | 2    | 5    | 8    | 4    | 3    | 2    | 6    | 1    | 289   |
| 4   | Hamda Al Qubaisi         | 3    | 5    | 2    | 6    | 5    | 3    | 5    | 1    | Rit  | 4    | 4    | DNS  | Rit  | 4    | 1    | 8    | 1    | 9    | 3    | 10   | 221   |
| 5   | Tasanapol Inthraphuvasak | 7    | 8    | 6    | 3    | 6    | 7    | 7    | 3    | 4    | 7    | 9    | 6    | 6    | Rit  | 10   | 2    | 4    | 6    | 10   | 5    | 154   |
| 6   | Jamie Day                | 12   | 4    | 4    | Rit  | 4    | Rit  | 6    | 9    | 7    | Rit  | 11   | 5    | 5    | 9    | 5    | 1    | 9    | 3    | 5    | 7    | 142   |
| 7   | Pepe Martí               | Rit  | DNS  | Rit  | Rit  | 3    | 4    | 11   | 8    | 6    | 2    | 5    | 8    | 3    | 1    | 4    | Rit  | Rit  | 4    | 11   | Rit  | 135   |
| 8   | Francesco Braschi        | 5    | 2    | 5    | 7    |      |      |      |      | 11   | 6    | 7    | 2    |      |      |      |      |      |      |      |      | 77    |
| 9   | Jonas Ried               | 9    | 9    | 12   | 8    | Rit  | 10   | 9    | 10   | 10   | 10   | 8    | 9    | 8    | 8    | 7    | 3    | Rit  | 8    | 7    | 2    | 77    |
| 10  | Oleksandr Partyshev      | 10   | 12   | 10   | Rit  | 10   | 8    | 8    | 7    | 8    | 8    | 6    | 7    | 10   | 7    | 11   | 9    | 7    | 5    | 8    | 8    | 72    |
| 11  | Nikita Bedrin            | 8    | 7    | 7    | 5    | 8    | 6    | 3    | 6    | 5    | WD   | WD   | WD   |      |      |      |      |      |      |      |      | 71    |
| 12  | Vladislav Lomko          |      |      |      |      |      |      |      |      |      |      |      |      |      |      |      |      | 6    | 1    | 1    | 6    | 66    |
| 13  | Enzo Scionti             | 11   | 10   | Rit  | 11   | Rit  | Rit  | 10   | 11   | 9    | 9    | 12   | 11   | 7    | 10   | 6    | 6    | 5    | Rit  | 9    | 9    | 43    |
| 14  | Matías Zagazeta          | 6    | 11   | 9    | 9    | 7    | 9    | 4    | 12   |      |      |      |      |      |      |      |      |      |      |      |      | 32    |
| 15  | Noam Abramczyk           |      |      |      |      |      |      |      |      | 12   | 11   | 10   | 10   | 9    | 6    | 9    | 7    |      |      |      |      | 20    |
| 16  | Saud al Saud             | Rit  | DNS  | 11   | 10   | Rit  | DNS  | 12   | 13   | 13   | 12   | 13   | 12   |      |      |      |      |      |      |      |      | 1     |
| Pos | Pilota                   | DUB1 | DUB1 | DUB1 | DUB1 | YMC1 | YMC1 | YMC1 | YMC1 | DUB2 | DUB2 | DUB2 | DUB2 | YMC2 | YMC2 | YMC2 | YMC2 | DUB3 | DUB3 | DUB3 | DUB3 | Punti |

### Classifica Team
| Pos | Team                      | Punti |
| --- | ------------------------- | ----- |
| 1   | Xcel Motorsports          | 1024  |
| 2   | Cram Durango              | 362   |
| 3   | Abu Dhabi Racing by Prema | 177   |
| 4   | BWT Mücke Motorsport      | 126   |
| 5   | 3Y Technology             | 1     |